# Avinash Sable
Avinash Mukund Sable (* 13. September 1994 in Mandwa, Maharashtra) ist ein indischer Leichtathlet, der sich auf den Hindernislauf spezialisiert hat und über diese Distanz aktuell Inhaber des Landesrekordes ist. 2025 wurde er in Gumi Asienmeister über 3000 m Hindernis und siegte 2023 bei den Asienspielen.

## Sportliche Laufbahn
Erste internationale Erfahrungen sammelte Avinash Sable bei den Asienmeisterschaften 2019 in Doha, bei denen er in 8:30,19 min die Silbermedaille hinter dem Bahrainer John Koech gewann. Er qualifizierte sich auch für die Weltmeisterschaften im Oktober ebendort und gelangte dort bis in das Finale, in dem er mit neuem Landesrekord von 8:21,37 min auf den 13. Platz gelangte. Anschließend gelangte er auch bei den Militärweltspielen in Wuhan bis in das Finale, konnte dort aber seinen Lauf nicht beenden. Nachdem 2020 aufgrund der COVID-19-Pandemie zunächst keine Wettkämpfe stattfanden, verbesserte Sable im November beim Delhi-Halbmarathon als Zehnter den indischen Halbmarathon-Rekord auf 1:00:30 h. 2021 nahm er an den Olympischen Sommerspielen in Tokio teil und verpasste dort mit neuem Landesrekord von 8:18,12 min den Finaleinzug. 
2022 erreichte er bei den Weltmeisterschaften in Eugene das Finale im Hindernislauf und klassierte sich dort mit 8:31,75 min auf dem elften Platz. Anschließend gewann er bei den Commonwealth Games in Birmingham mit Landesrekord von 8:11,20 min die Silbermedaille hinter dem Kenianer Abraham Kibiwot und zudem kam er im 5000-Meter-Lauf nicht ins Ziel. Im selben Jahr wurde er wegen seiner Erfolge mit dem Arjuna Award geehrt. Im Jahr darauf verbesserte er den Landesrekord über 5000 Meter auf 13:19,30 min und wurde zuvor bei den Crosslauf-Weltmeisterschaften 2023 in Bathurst nach 31:43 min 43. im Einzelrennen. Im August schied er bei den Weltmeisterschaften in Budapest mit 8:22,24 min im Vorlauf über 3000 m Hindernis aus und im Oktober siegte er in 8:19,50 min bei den Asienspielen in Hangzhou und stellte damit einen neuen Spielerekord auf. Zudem gewann er über 5000 Meter in 13:21,09 min die Silbermedaille hinter dem Bahrainer Birhanu Balew. 2024 verbesserte er den Landesrekord auf 8:09,91 min und gelangte bei den Olympischen Sommerspielen in Paris mit 8:14,18 min im Finale auf Rang elf.
2025 siegte er bei den Asienmeisterschaften in Gumi in 8:20,92 min über 3000 m Hindernis.
In den Jahren 2018 und 2024 wurde Sable indischer Meister im 3000-Meter-Hindernislauf.

## Persönliche Bestleistungen
- 5000 Meter: 13:19,30 min, 6. Mai 2023 in Walnut (indischer Rekord)
- Halbmarathon: 1:00:30 h, 29. November 2020 in Neu-Delhi
- 3000 m Hindernis: 8:09,91 min, 7. Juli 2024 in Paris (indischer Rekord)